# 米歇尔·沙勒
米歇尔·弗洛雷亚尔·沙勒（法語：Michel Floréal Chasles，法語發音：[miʃɛl flɔʁeal ʃal]，1793年11月15日—1880年12月18日），也译作夏莱，法国数学家，出生于埃佩尔农。他是巴黎艾菲尔铁塔上所列“七十二贤”之一，曾获科普利獎章。

## 生平
沙勒曾在帝国中学读书，1812年进入巴黎综合理工学院学习。当时正值第六次反法同盟战争，沙勒受征召参加了1814年春保卫巴黎的战斗。
1837年沙勒出版了《几何方法的起源和发展历史概述》（Aperçu historique sur l'origine et le développement des méthodes en géométrie），奠定了他的数学家地位。1841年沙勒回到巴黎综合理工学院任教，讲授大地测量学、天文学和应用力学等。
1865年10月，在英国皇家学会理事会成员托马斯·阿彻·赫斯特的提名下，沙勒因在几何学领域的创造性工作而荣获皇家学会的科普利獎章。
沙勒终身未娶，数学家穆瓦尼奥在沙勒去世后亲绘其肖像一幅。

## 贡献
沙勒在数学上最重要的贡献在于创立枚举几何学这个研究领域。
沙勒的数学著作包括1852年的《高等几何》（Traité de géométrie supérieure）和1865年的《圆锥曲线》（Traité des sections coniques）等。

## 轶事
沙勒曾轻信并大量购买弗兰·卢卡斯伪造的科学家旧书信，引发科学界争论，最终在大量证据面前终于认清了自己受骗的实事。